# Villeret (Aisne)
Villeret é uma comuna francesa na região administrativa de Altos da França, no departamento de Aisne. Estende-se por uma área de 3,95 km². Em 2010 a comuna tinha 300 habitantes (densidade: 75,9 hab./km²).